# Novoselci (Bosanska Dubica, BiH)
Novoselci je naseljeno mjesto u sastavu općine Bosanska Dubica, Republika Srpska, BiH.

## Stanovništvo
| Novoselci          |              |
| godina popisa      | 1991.        |
| Srbi               | 182 (95,29%) |
| Hrvati             | 1 (0,52%)    |
| Muslimani          | 0            |
| Jugoslaveni        | 3 (1,57%)    |
| ostali i nepoznato | 5 (2,62%)    |
| ukupno             | 191          |